# Große Antillen
Die Großen Antillen sind eine Inselgruppe in der Karibik.

## Geografie
Zusammen mit den Kleinen Antillen, den Turks- und Caicosinseln sowie den Bahamas bilden die Großen Antillen die Westindischen Inseln.
Das Adjektiv „Große“ bezieht sich auf die vier großen Hauptinseln (Kuba, Jamaika, Hispaniola und Puerto Rico), der Archipel umfasst jedoch eine Vielzahl kleinerer Inseln und Inselgruppen. Zusammen machen die vier Hauptinseln etwa 90 % der Fläche der Karibischen Inseln aus.
Geologisch sind sie dem mittelamerikanischen Festland ähnlich aufgebaut, aus Schiefern, Gneisen und alten Eruptivgesteinen sowie mit jungen Muschel- und Korallenkalken im Norden.

## Name
Der Name Antillen für diese Inseln ist zum ersten Mal bei dem spanischen Humanisten Petrus Martyr von Anghiera im Jahr 1493 schriftlich belegt. Er leitet sich möglicherweise von der sagenhaften Insel Antilia ab, die man während des Mittelalters im Atlantik vermutete, oder von lateinisch ante „vor“, da die Inseln Mittelamerika vorgelagert sind.

## Inseln und Inselgruppen
| Lage                                                       | Gruppe                           | Inseln              |
| ---------------------------------------------------------- | -------------------------------- | ------------------- |
|                                                            | Kuba                             | Kuba (Insel)        |
| Sabana-Camagüey-Archipel                                   | Kuba                             |                     |
| Jardines del Rey                                           | Kuba                             |                     |
| Canarreos-Archipel                                         | Kuba                             |                     |
| Jardines de la Reina                                       | Kuba                             |                     |
|                                                            | Cayman Islands                   | Grand Cayman        |
| Little Cayman                                              | Cayman Islands                   |                     |
| Cayman Brac                                                | Cayman Islands                   |                     |
|                                                            | Jamaika                          | Jamaika (Insel)     |
| Pedro Cays                                                 | Jamaika                          |                     |
| Morant Cays                                                | Jamaika                          |                     |
| Port Royal Cays                                            | Jamaika                          |                     |
|                                                            | Navassa                          | Navassa             |
|                                                            | Hispaniola und umliegende Inseln | Hispaniola          |
| Île de la Tortue                                           | Hispaniola und umliegende Inseln |                     |
| Île de la Gonâve                                           | Hispaniola und umliegende Inseln |                     |
| Île Grande Cayemite                                        | Hispaniola und umliegende Inseln |                     |
| Île à Vache                                                | Hispaniola und umliegende Inseln |                     |
| Cayos de Siete Hermanos                                    | Hispaniola und umliegende Inseln |                     |
| Isla Beata                                                 | Hispaniola und umliegende Inseln |                     |
| Isla Saona                                                 | Hispaniola und umliegende Inseln |                     |
|                                                            | Archipel von Puerto Rico         | Puerto Rico (Insel) |
| Mona und Monita                                            | Archipel von Puerto Rico         |                     |
| Desecheo                                                   | Archipel von Puerto Rico         |                     |
| Caja de Muertos                                            | Archipel von Puerto Rico         |                     |
| Vieques                                                    | Archipel von Puerto Rico         |                     |
| Culebra-Archipel: Culebra, Culebrita und 22 weitere Inseln | Archipel von Puerto Rico         |                     |

Die Inseln vor der Ostküste Puerto Ricos werden lokal auch als „Spanische Jungferninseln“ bezeichnet. Insofern kann man sie mit den Jungferninseln geografisch auch den Kleinen Antillen zuordnen.